# Герб Сміли
Герб Сміли — офіційний символ міста Сміли затверджений VIII сесією 21 скликання Смілянської міської ради 10 липня 1992 року. 4—5 вересня того ж року під час урочистостей, присвячених 450-річчю виникнення Сміли, герб міста разом із прапором було освячено.

## Опис
Герб зображає давню легенду про походження назви міста, згідно з якою, воно було назване на честь сміливої дівчини (герб є промовистим), яка провела слов'ян по таємних стежках у тил татарам, які оточили поселення. У жорстокому бою вона загинула від стріли, яка поцілила їй прямо в серце. Саме ця дівчина й є центральною фігурою герба. (Існує інша версія легенди, де замість слов'ян головну роль відіграють козаки)
Дівчина зображена в зеленому полі у срібному вбранні з українським традиційним орнаментом внизу, золотою косою і червоною пов'язкою на голові. Над головою вона ламає чорну стрілу. У базі — срібний мур городища з чорними швами.
Дівчина — символ любові й злагоди. Зламана чорна стріла — символізує перемогу добра над злом; мур — знак мужності і стійкості. Срібний (білий) колір одягу дівчини — символ чистоти, її світлих помислів. Зелений колір поля герба символізує життя і місцевість, де відбувались місцеві події. Срібні мури розміщені на згадку про Смілянський замок. Така ж символіка (червоний мур) присутня й на гербі графа О. О. Бобринського, який володів містом у XIX столітті, й зробив великий внесок у розвиток міста.
Великий герб міста містить французький щит, увінчаний срібною, мурованою чорним короною з трьома зубцями й обрамлений з боків натурального кольору стеблами лепехи, нижні частини якої оповиті срібною девізною стрічкою з написом девізу зеленими літерами: «СМІЛА».

## Герб 18 століття

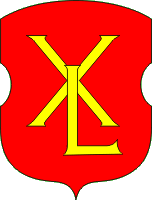
Герб 18 століття

У 1773 році на прохання тодішніх власників міста Любомирських польський король дарував Смілі магдебурзьке право. Тоді ж з'явився перший герб міста: у червоному полі золоті літери «XL», що є ініціалами тогочасного власника міста Ксаверія Любомирського. Герб був затверджений 11 березня 1779 року.
У 1787 році К. Любомирський продав Смілу князю Потьомкіну, в 1793 році місто увійшло до Черкаського повіту Київської губернії Російської імперії. Герб 1773 року більше не використовувався, але новий складений не був.